# Claes Fahlander
Claes Fahlander, född 21 januari 1948 i Göteborg, är en svensk fysiker. Efter att han hade tagit sin studentexamen i Vasaskolan i Gävle 1967 studerade han vidare vid Uppsala universitet, och där tog han sin filosofie kandidat i matematik och fysik 1972. Han blev filosofie doktor i kärnfysik 1977 och docent 1982. Mellan 1979 och 1982 var han verksam vid Australian National University i Canberra, och under det nästkommande decenniet var han verksam vid Uppsala universitet. Åren 1995–1997 var han gästforskare vid Laboratori Nazionali di Legnaro i Italien, och den 1 juli 1996 efterträdde han Hans Ryde som professor i Kosmisk och Subatomär Fysik vid Lunds universitet.
Fahlanders forskning har framför allt gällt studier av atomkärnors form, rörelsemönster i kärnan och dess elektromagnetiska egenskaper, samt parkrafter mellan protoner och neutroner i atomkärnor. Bland annat var han med om att verifiera upptäckten av grundämne 115, moskovium, vilket tidigare hade upptäckts i Dubna i Ryssland år 2003.
Fahlander blev invald som ledamot av Kungliga Fysiografiska Sällskapet i Lund 1998 och av Kungliga Vetenskapsakademien 2006.